# 藤本二郎
藤本 二郎（ふじもと じろう、1945年4月28日 - ）は、日本の実業家。株式会社ホーチキ元代表取締役社長・会長。学校法人大阪経済大学理事長を務めた。三重県出身。

## 略歴
1968年に大阪経済大学経済学部を卒業し東京報知機（現ホーチキ）に入社。営業、管理部門を担当、1991年取締役に就任。1996年常務取締役営業本部長、1998年専務取締役、2003年代表取締役社長に就任した。2009年代表取締役会長。2013年相談役に退き、2015-17年には特別顧問を務めた。
2005年母校である学校法人大阪経済大学評議員に就任。2014年同理事、2017年に理事長に就任し2023年の退任まで2期６年その任にあった。就任当初より新学部構想を打ち立て2期目の任期中に設置申請を果たしている。在任後半はコロナ禍と重なり、危機管理対策本部長として対応の陣頭指揮を執った。

## 栄典
2012年（平成24年） - 黄綬褒章受章